# Camalehou
Camalehou (Kamalehou) ist eine osttimoresische Aldeia im Suco Lauhata (Verwaltungsamt Bazartete, Gemeinde Liquiçá). 2015 lebten in der Aldeia 699 Menschen. Es ist die kleinste der Aldeias von Lauhata. Camalehou liegt im Südwesten des Sucos Lauhata. Nördlich liegt die Aldeia Pissu Craic und nordöstlich die Aldeia Pissu Leten. Im Westen grenzt Camalehou an den Suco Maumeta, im Südwesten an den Suco Metagou und im Süden und Osten an den Suco Fatumasi. Der Hatunapa, ein Quellfluss des Carbutaeloa, bildet die Westgrenze.
Durch den Osten der Aldeia führt eine kleine Straße. Das Zentrum des Dorfes Camalehou liegt aber im Westen.
2023 wurde Valente Pereira Alves zum Chefe de Aldeia gewählt.